# Kanton Haute-Ardèche
Haute Ardèche - tot 2016 Thueyts -  is een kanton van het Franse departement Ardèche. Het kanton maakt deel uit van het arrondissement Largentière. De naam werd gewijzigd  bij decreet van 5 oktober 2016.

## Gemeenten

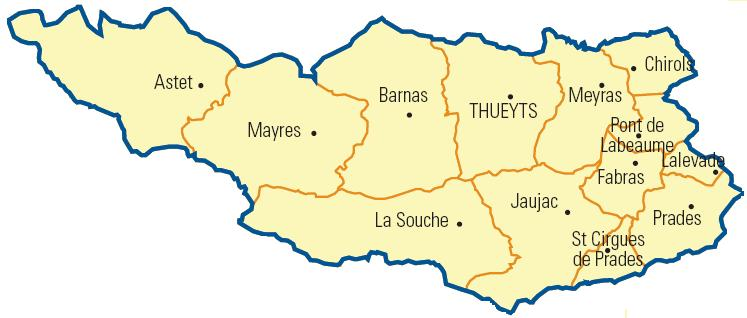
Ligging van gemeenten in het kanton vóór 2015

Het kanton Thueyts omvatte tot 2014 de volgende dertien gemeenten:
- Astet
- Barnas
- Chirols
- Fabras
- Jaujac
- Lalevade-d'Ardèche
- Mayres
- Meyras
- Pont-de-Labeaume
- Prades
- Saint-Cirgues-de-Prades
- La Souche
- Thueyts (hoofdplaats)

Na de herindeling van de kantons bij decreet van 13 februari 2014, met uitwerking op 22 maart 2015, omvatte het kanton 41 gemeenten.
Op 1 januari 2019 werden de gemeenten Laval-d'Aurelle en Saint-Laurent-les-Bains samengevoegd tot de fusiegemeente (commune nouvelle) Saint-Laurent-les-Bains-Laval-d'Aurelle.
Sindsdien omvat het kanton volgende gemeenten :
- Astet
- Barnas
- Le Béage
- Borne
- Burzet
- Cellier-du-Luc
- Chirols
- Coucouron
- Cros-de-Géorand
- Fabras
- Issanlas
- Issarlès
- Jaujac
- Le Lac-d'Issarlès
- Lachapelle-Graillouse
- Lalevade-d'Ardèche
- Lanarce
- Laveyrune
- Lavillatte
- Lespéron
- Mayres
- Mazan-l'Abbaye
- Meyras
- Montpezat-sous-Bauzon
- Péreyres
- Le Plagnal
- Pont-de-Labeaume
- Prades
- Le Roux
- Sagnes-et-Goudoulet
- Saint-Alban-en-Montagne
- Saint-Cirgues-de-Prades
- Saint-Cirgues-en-Montagne
- Saint-Étienne-de-Lugdarès
- Saint-Laurent-les-Bains-Laval-d'Aurelle
- Saint-Pierre-de-Colombier
- Sainte-Eulalie
- La Souche
- Thueyts (hoofdplaats)
- Usclades-et-Rieutord